# Île Mana
L’île Mana (maori de Nouvelle-Zélande : Te Mana o Kupe, anglais : Mana Island), est une petite île de Nouvelle-Zélande inhabitée, d'une superficie de 2,17 km2.
Elle est située au large du sud de l'île du Nord dans la mer de Tasman.
En 2009, elle a été sélectionnée comme l'un des 25 meilleurs sites de Nouvelle-Zélande pour la restauration écologique.

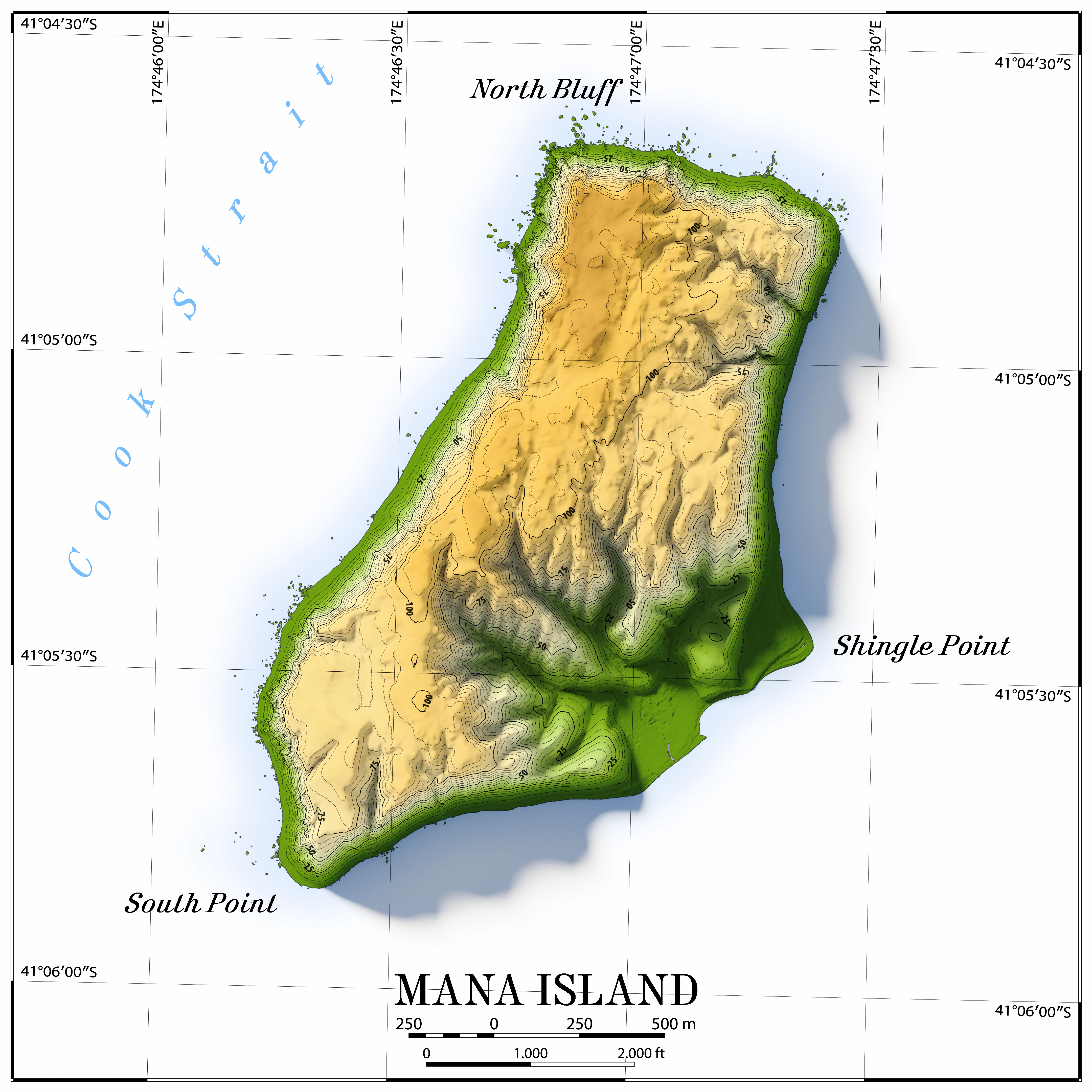
Carte topographique de Mana Island.